# Insurgency (videogioco)
Insurgency è un videogioco sparatutto tattico in prima persona, sviluppato e pubblicato da New World Interactive. È il successore standalone di Insurgency: Modern Infantry Combat, una mod della comunità per il Source Engine. Il gioco uscì per Microsoft Windows, OS X e Linux il 22 gennaio 2014.
Il gioco è stato susseguito da uno spin-off, Day of Infamy, ambientato nell'Europa della Seconda Guerra Mondiale, e un sequel, Insurgency: Sandstorm.

## Caratteristiche principali

Screenshot di gioco dal lato della fazione Insurgents, durante una partita nella modalità Skirmish

Uno degli aspetti chiave di Insurgency è il suo gameplay hardcore, ovvero di grande difficoltà, considerata "spietata". A differenza di altri sparatutto, Insurgency fa uso di un HUD semplicistico, mancante di molti elementi comuni, come il reticolo di mira, il conteggio delle munizioni, il contatore della vita del giocatore, né contiene minimappe. Le armi sono estremamente precise e letali, ma con un forte rinculo da controllare. Nella maggior parte delle modalità di gioco, non è presente un respawn rapido per i giocatori. Invece, alla morte, il giocatore può solo fare da spettatore, e attendere che abbastanza giocatori alleati siano morti (o che un periodo di tempo sia passato) per ritornare insieme (definita come "ondata di respawn" o "rinforzi"), oppure la cattura di un obiettivo di gioco.
I giocatori sono in grado di scegliere una classe: ciascuna permette di utilizzare una varietà di armi, personalizzazioni, ed equipaggiamento. A differenza di molti titoli, non è presente un sistema di progressione per lo sblocco di questi: invece, tutto l'equipaggiamento della classe è disponibile da subito; all'inizio di ogni round è presente un budget di punti, identico per tutti i giocatori, da spendere per l'attrezzatura voluta, pertanto il giocatore dovrà considerare cosa utilizzare, e su cosa invece risparmiare o rinunciare.
Sono disponibili due fazioni, i Security e gli Insurgents, asimmetriche nell'equipaggiamento disponibile.
I Security rappresentano una compagnia militare privata nordamericana, di supporto agli Stati Uniti nella guerra in Iraq. Dispongono di armi e attrezzatura NATO.
Gli Insurgents raffigurano un gruppo di ribelli di fantasia, ispirati alle varie milizie in Medio Oriente. Utilizzano surplus militare della Guerra Fredda e della Seconda Guerra Mondiale, oltre che esplosivi improvvisati, come IED e molotov.

### Modalità di gioco

#### Versus
Versus è la componente PvP del gioco. Due squadre di giocatori si scontrano in varie modalità, ciascuna con obiettivi e meccaniche differenti:
- Push: la squadra attaccante deve catturare tre obiettivi, in ordine sequenziale, e infine distruggere la cassa d'armi finale, mentre i difensori devono impedirlo. La squadra attaccante inizia con molte meno ondate di respawn disponibili rispetto alla difesa, tuttavia può guadagnare ondate aggiuntive con la cattura di ciascun obiettivo. Vince la squadra attaccante se completa tutti gli obiettivi o elimina tutti i rinforzi della squadra avversaria, mentre la squadra che difende ottiene la vittoria eliminando la squadra attaccante o alla scadenza del tempo limite.
- Firefight: entrambe le squadre combattono per contendersi tre punti di controllo. Ogni partecipante dispone di una sola vita; tutti i giocatori della squadra che sono stati eliminati possono rientrare solo alla cattura di un obiettivo. Vince la squadra che riesce a catturare tutti gli obiettivi, o che elimina la squadra avversaria.
- Skirmish: come in Firefight, entrambe le squadre combattono per contendersi tre punti di controllo; in aggiunta, ciascuna squadra possiede una cassa d'armi, che può essere distrutta dall'avversario, per ridurre le ondate di rinforzi nemiche. Le squadre iniziano con lo stesso numero di ondate di respawn, che possono guadagnare con la cattura di obiettivi. Vince la squadra che possiede tutti gli obiettivi e distrugge la cassa nemica, oppure con l'eliminazione della squadra avversaria.
- Occupy: entrambe le squadre iniziano con lo stesso numero di ondate di rinforzi, e si contendono il possesso di un obiettivo al centro della mappa. La squadra che possiede l'obiettivo non sacrifica ondate per il rientro degli alleati. Perde la squadra che rimane senza ondate e viene completamente eliminata.
- Ambush: una squadra deve scortare un VIP verso un luogo della mappa, mentre gli avversari devono impedirlo. Vince la squadra del VIP se riesce nell'intento, o la squadra avversaria se elimina il VIP o scade il tempo limite.
- Strike: la squadra attaccante deve distruggere tre casse d'armi in un tempo limitato, mentre i difensori devono impedirlo. La squadra attaccante inizia con molte meno ondate di rinforzi disponibili rispetto alla difesa, tuttavia guadagna ondate e tempo aggiuntivo con la distruzione di ciascun obiettivo. Vince la squadra attaccante se distrugge le casse o riesce a eliminare tutti i rinforzi avversari; vince invece la squadra che difende se riesce a eliminare tutti gli attaccanti, oppure alla scadenza del tempo.

#### Co-op
Coop è la componente PvE del gioco. A differenza di Versus, i giocatori non dispongono di ondate di rinforzi, e combattono insieme contro avversari controllati dall'IA, in varie modalità:
- Checkpoint: i giocatori devono sopravvivere insieme, e completare degli obiettivi in maniera sequenziale, mentre combattono ondate infinite di avversari, controllate dal computer. Gli obiettivi variano e possono riguardare la cattura o difesa di un punto di controllo, o la distruzione di casse d'armi. I giocatori eliminati possono rientrare in gioco al completamento di ciascun obiettivo. Vince la squadra dei giocatori al completamento di tutti gli obiettivi.
- Hunt: i giocatori hanno l'incarico di eliminare tutte le ondate di avversari, e la distruzione di due casse d'armi. Vince la squadra dei giocatori al completamento di questi obiettivi.
- Survival: i giocatori giocano come Insurgents, con l'obiettivo di sopravvivere a ondate nemiche di difficoltà crescente, e il completamento di obiettivi, nella forma di casse di armi che devono essere raggiunte in gruppo. I giocatori eliminati rientrano in gioco al raggiungimento di questi obiettivi. I giocatori iniziano con solo 2 punti spendibili in attrezzatura, tuttavia possono guadagnare punti aggiuntivi e rifornirsi al completamento di ogni obiettivo. Anche se intesa come modalità infinita, i giocatori possono vincere al completamento di 100 obiettivi.
- Outpost: i giocatori devono proteggere una cassa d'armi dall'assalto dei nemici, di difficoltà crescente. Ogni ondata nemica sconfitta permette il rientro in gioco dei giocatori eliminati, e ripara la cassa, se parzialmente danneggiata; possono inoltre rifornirsi di munizioni ed esplosivi, o cambiare equipaggiamento.
- Conquer: i giocatori devono catturare degli obiettivi, e impedire che vengano ricatturati dagli avversari. Possono opzionalmente rintracciare e distruggere casse d'armi, per ridurre il numero e l'efficacia degli avversari. Vince la squadra dei giocatori al completamento di tutti gli obiettivi principali.

## Sviluppo
Anni dopo il successo di Insurgency: Modern Infantry Combat, una mod di Source Engine, gli sviluppatori decisero di lavorare a un sequel dedicato, per creare un videogioco a tutti gli effetti, invece che una mod. A luglio 2012 fu aperta una campagna di crowdfunding attraverso la piattaforma Kickstarter, per supportare lo sviluppo di Insurgency. La campagna tuttavia fallì a raggiungere l'obiettivo di 180 000$, raccogliendo invece solo il 37% del totale. Nonostante le difficoltà con i fondi, il gioco fu distribuito su Steam in accesso anticipato, a marzo 2013. Insurgency rimase per 10 mesi in accesso anticipato, aggiornando regolarmente il gioco; uscì poi il 22 gennaio 2014.

## Ricezione
Insurgency ha riscontrato recensioni complessivamente favorevoli. Metacritic diede a Insurgency un punteggio di 74 su 100. IGN lo valutò 7,5 su 10, mentre Hooked Gamers assegnò un 9 su 10. PC Gamer lo valutò con un 77 su 100.

### Vendite
A luglio 2017, Insurgency totalizzò 3,76 milioni di proprietari su Steam. Andrew Spearin, direttore creativo di New World Interactive, dichiarò che oltre 400 000 copie del gioco furono vendute nei primi otto mesi di permanenza su Steam.

## Sequel
A febbraio 2016, New World Interactive annunciò lo sviluppo di un successore, chiamato Insurgency: Sandstorm, utilizzando il motore grafico Unreal Engine 4. Inizialmente pianificato per il 2017, il gioco fu aperto alla beta in preordine per due volte durante l'estate 2018, e successivamente pubblicato il 12 dicembre 2018 su Steam, in esclusiva per Microsoft Windows. NWI aveva inizialmente pianificato di includere anche versioni per macOS e Linux, e di implementare una modalità storia in giocatore singolo, tuttavia queste promesse furono annullate a causa di difficoltà nello sviluppo. Le versioni console per le piattaforme PlayStation 4, PlayStation 5, Xbox One e Xbox Serie X/S sono state pubblicate durante il 2021, dopo il susseguirsi di molteplici rinvii.